# Go Soo-hee
Go Soo-hee ou Go Su-hee ou Go Su-hui est une actrice sud-coréenne.

## Filmographie
- 2000 : Barking Dog
- 2005 : Les Chaussures rouges (en)
- 2005 : Lady Vengeance
- 2006 : The Host
- 2006 : No Mercy for the Rude (en)
- 2007 : Souvenir
- 2009 : Just Friends?
- 2011 : Sunny
- 2014 : Tazza: The Hidden Card